# Thomas Nixon Carver

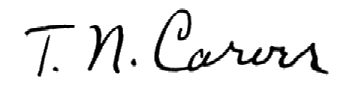
Firma di Carver

Thomas Nixon Carver (Iowa, 25 marzo 1865 – Santa Monica, 8 marzo 1961) è stato un economista statunitense.

## Biografia
Ricevette una formazione universitaria in Iowa Wesleyan College e presso la University of Southern California. Dopodiché studiò sotto la guida di John Bates Clark e Richard T. Ely presso la Johns Hopkins University, successivamente conseguì un dottorato di ricerca presso l'Università Cornell sotto la guida di Walter Francis Willcox nel 1894.

## Carriera
Ebbe una nomina in economia e sociologia presso l'Oberlin College fino al 1902, quando accettò una la cattedra di economia politica presso l'Università di Harvard (1902-1935). Fece il segretario-tesoriere della American Economic Association (1909-1913) e fu eletto presidente nel 1916.
Il principale obiettivo di Carver era quello di estendere la teoria del marginalismo, per la determinazione degli interessi di risparmio ('astinenza') e la produttività del capitale. Fece vari contributi pionieristici nella economia agricola e rurale e in sociologia rurale. Scrisse molti diversi argomenti come l'economia monetaria, macroeconomia, la distribuzione della ricchezza, il problema del male, si avvale della religione, scienze politiche, economia politica, la giustizia sociale, economia comportamentale, l'evoluzione sociale, e l'economia di sopravvivenza nazionale.

## Opere
- (1893). The Place of Abstinence in the Theory of Interest.
- (1894). The Theory of Wages Adjusted to Recent Theories of Value.
- (1904). The Distribution of Wealth.
- (1905). Sociology and Social Progress.
- (1910). Rural Economy as a Factor in the Success of the Church.
- (1911). Principles of Rural Economics.
- (1911). The Religion Worth Having.
- (1915). Essays in Social Justice.
- (1916). Selected Readings in Rural Economics.
- (1916). Selected Writings in Rural Economics.
- (1917). The Foundations of National Prosperity.
- (1918). Agricultural Economics.
- (1919). Government Control of the Liquor Business in Great Britain and the United States.
- (1919). Principles of Political Economy.
- (1919). War Thrift.
- (1920). Elementary Economics [with Maude Carmichael].
- (1921). Principles of National Economy.
- (1923). Human Relations: An Introduction to Sociology [with Henry Bass Hall].
- (1924). The Economy of Human Energy.
- (1925). The Present Economic Revolution in the United States.
- (1927). Principles of Rural Sociology [with Gustav A. Lundquist].
- (1928). Economic World and How It May Be Improved [with Hugh W. Lester].
- (1932). Our Economic Life.
- (1935). The Essential Factors of Social Evolution.
- (1949). Recollections of an Unplanned Life.